# Volley Tricolore Reggio Emilia 2022-2023
Questa voce raccoglie le informazioni riguardanti il Volley Tricolore Reggio Emilia nelle competizioni ufficiali della stagione 2022-2023.

## Stagione
Nella stagione 2022-23 il Volley Tricolore Reggio Emilia assume la denominazione sponsorizzata di Conad Reggio Emilia.
Partecipa per la decima volta, la nona consecutiva, al campionato di Serie A2 classificandosi dodicesimo al termine della regular season.

## Organigramma societario
Area direttiva
- Presidente: Giulio Bertaccini
- Amministratore Delegato: Azzio Santini
- Direttore Generale: Loris Migliari
- Team Manager: Piero Taddei
- Consigliere Delegato Settore Giovanile: Massimo Davoli
- Assistente palestra: Antonio Ratta
- Settore Giovanile: Maurizio Bertolini
- Segreteria Amministrativa: Patrizia Battini

Area tecnica
- Allenatore: Luca Cantagalli (fino al 21 febbraio 2023), Fabio Fanuli (dal 23 febbraio 2023)
- Allenatore in seconda: Fabio Fanuli (fino al 22 febbraio 2023), Fabio Sirotti (dal 28 febbraio 2023)
- Scout man: Alessandro Mori
- Coordinatore Tecnico: Piero Taddei

Area comunicazione
- Ufficio Stampa: Iris Lala

Area marketing
- Responsabile Abbigliamento sportivo: Morena Lugli
- Responsabile Biglietteria: Claudia Confetti

Area sanitaria
- Medico: Marco Poli
- Preparatore atletico: Gabriele Mercati
- Fisioterapista: Maria Pia Alessandrelli, Jacopo Fontani

## Rosa
| N° | Nome                 | Ruolo | Data di nascita  | Nazionalità sportiva |
| -- | -------------------- | ----- | ---------------- | -------------------- |
| 1  | Filippo Santambrogio | P     | 13 maggio 1999   | Italia               |
| 2  | Aleksander Maziarz   | C     | 22 aprile 1995   | Polonia              |
| 3  | Romolo Mariano       | S     | 18 dicembre 1991 | Italia               |
| 4  | Luiz Perotto         | S     | 30 agosto 1992   | Brasile              |
| 5  | Marco Cantagalli     | L     | 15 maggio 2002   | Italia               |
| 6  | Lorenzo Sperotto     | P     | 28 aprile 1999   | Italia               |
| 7  | Lorenzo Caciagli     | C     | 20 maggio 2000   | Italia               |
| 9  | Matteo Meschiari     | S     | 3 luglio 2002    | Italia               |
| 10 | Diego Cantagalli     | O     | 13 febbraio 1999 | Italia               |
| 11 | Riccardo Mian        | S     | 11 luglio 1998   | Italia               |
| 12 | Alberto Elia         | C     | 12 agosto 1985   | Italia               |
| 13 | Ernesto Torchia      | L     | 3 luglio 1998    | Italia               |
| 14 | Nicolò Volpe         | C     | 11 febbraio 2003 | Italia               |
| 15 | Nicholas Bucciarelli | C     | 12 luglio 2001   | Italia               |
| 17 | Antonino Suraci      | O     | 5 novembre 1996  | Italia               |

## Mercato
| Acquisti | Acquisti             | Acquisti            | Acquisti   |
| R.       | Nome                 | da                  | Modalità   |
| -------- | -------------------- | ------------------- | ---------- |
| C        | Lorenzo Caciagli     | Stadium Mirandola   | definitivo |
| L        | Marco Cantagalli     | Modena              | definitivo |
| C        | Alberto Elia         | Impavida Ortona     | definitivo |
| S        | Romolo Mariano       | Porto Viro          | definitivo |
| C        | Aleksander Maziarz   | Rinascita Lagonegro | definitivo |
| S        | Matteo Meschiari     | Mondovì             | definitivo |
| S        | Luiz Perotto         | Jakarta Pertamina   | definitivo |
| P        | Filippo Santambrogio | New Mater           | definitivo |
| P        | Lorenzo Sperotto     | Trentino            | definitivo |
| L        | Ernesto Torchia      | Sabaudia            | definitivo |
| C        | Nicolò Volpe         | Milano              | definitivo |

| Cessioni | Cessioni           | Cessioni         | Cessioni   |
| R.       | Nome               | a                | Modalità   |
| -------- | ------------------ | ---------------- | ---------- |
| L        | Luca Cagni         | ?                | ?          |
| P        | Mattia Catellani   | Gabbiano Mantova | definitivo |
| S        | Roberto Cominetti  | Olimpia Bergamo  | definitivo |
| P        | Fernando Garnica   | Porto Viro       | definitivo |
| S        | Tim Held           | Olimpia Bergamo  | definitivo |
| S        | Federico Marretta  | -                | ritirato   |
| C        | Aleksander Maziarz | -                | svincolato |
| L        | Davide Morgese     | Lupi Santa Croce | definitivo |
| C        | Simone Scopelliti  | Prata            | definitivo |
| C        | Nicola Sesto       | Energy Parma     | definitivo |
| C        | Matteo Zamagni     | New Mater        | definitivo |

## Risultati

### Serie A2

#### Girone di andata
| 1ª Giornata - 9 ottobre 2022 PalaSanLazzaro, Padova                | Motta             | 2 - 3 | Tricolore           | 20-25, 25-20, 25-23, 22-25, 12-15 |
| 2ª Giornata - 16 ottobre 2022 PalaBigi, Reggio nell'Emilia         | Tricolore         | 3 - 0 | Rinascita Lagonegro | 25-17, 25-23, 25-21               |
| 3ª Giornata - 19 ottobre 2022 PalaPrata, Prata di Pordenone        | Prata             | 3 - 0 | Tricolore           | 25-18, 25-13, 26-24               |
| 4ª Giornata - 23 ottobre 2022 PalaBigi, Reggio nell'Emilia         | Tricolore         | 2 - 3 | M&G                 | 25-19, 25-22, 23-25, 21-25, 11-15 |
| 5ª Giornata - 30 ottobre 2022 Palazzetto dello Sport, Porto Viro   | Porto Viro        | 3 - 1 | Tricolore           | 25-18, 28-30, 25-20, 27-25        |
| 6ª Giornata - 6 novembre 2022 PalaBigi, Reggio nell'Emilia         | Tricolore         | 3 - 1 | Olimpia Bergamo     | 25-23, 20-25, 25-21, 34-32        |
| 7ª Giornata - 12 novembre 2022 PalaSanFilippo, Brescia             | Atlantide Brescia | 2 - 3 | Tricolore           | 25-23, 16-25, 25-14, 17-25, 14-16 |
| 8ª Giornata - 20 novembre 2022 PalaBigi, Reggio nell'Emilia        | Tricolore         | 2 - 3 | New Mater           | 25-23, 20-25, 26-24, 22-25, 8-15  |
| 9ª Giornata - 21 dicembre 2022 PalaMaiata, Vibo Valentia           | Callipo           | 3 - 0 | Tricolore           | 25-23, 25-22, 27-25               |
| 10ª Giornata - 3 dicembre 2022 PalaBigi, Reggio nell'Emilia        | Tricolore         | 3 - 2 | Libertas Brianza    | 25-20, 25-18, 24-26, 20-25, 15-13 |
| 11ª Giornata - 8 dicembre 2022 PalaCosta, Ravenna                  | Porto Robur Costa | 3 - 1 | Tricolore           | 25-23, 14-25, 25-17, 29-27        |
| 12ª Giornata - 11 dicembre 2022 PalaParenti, Santa Croce sull'Arno | Lupi Santa Croce  | 3 - 0 | Tricolore           | 26-24, 25-15, 25-18               |
| 13ª Giornata - 17 dicembre 2022 PalaBigi, Reggio nell'Emilia       | Tricolore         | 3 - 1 | Cuneo               | 26-24, 25-21, 21-25, 25-22        |

#### Girone di ritorno
| 14ª Giornata - 26 dicembre 2022 PalaBigi, Reggio nell'Emilia          | Tricolore           | 3 - 1 | Motta             | 25-22, 25-22, 27-29, 25-22        |
| 15ª Giornata - 8 gennaio 2023 Palasport Villa D'Agri, Marsicovetere   | Rinascita Lagonegro | 3 - 1 | Tricolore         | 25-21, 25-21, 24-26, 25-13        |
| 16ª Giornata - 15 gennaio 2023 PalaBigi, Reggio nell'Emilia           | Tricolore           | 1 - 3 | Prata             | 19-25, 26-24, 21-25, 23-25        |
| 17ª Giornata - 22 gennaio 2023 Palasport Grottazzolina, Grottazzolina | M&G                 | 3 - 2 | Tricolore         | 25-20, 25-23, 23-25, 25-27, 18-16 |
| 18ª Giornata - 29 gennaio 2023 PalaBigi, Reggio nell'Emilia           | Tricolore           | 0 - 3 | Porto Viro        | 18-25, 22-25, 20-25               |
| 19ª Giornata - 11 febbraio 2023 Palazzetto dello Sport, Bergamo       | Olimpia Bergamo     | 3 - 0 | Tricolore         | 25-18, 25-18, 25-22               |
| 20ª Giornata - 19 febbraio 2023 PalaBigi, Reggio nell'Emilia          | Tricolore           | 2 - 3 | Atlantide Brescia | 18-25, 23-25, 27-25, 25-16, 11-15 |
| 21ª Giornata - 26 febbraio 2023 PalaGrotte, Castellana Grotte         | New Mater           | 3 - 2 | Tricolore         | 25-18, 20-25, 27-29, 25-20, 15-11 |
| 22ª Giornata - 5 marzo 2023 PalaBigi, Reggio nell'Emilia              | Tricolore           | 0 - 3 | Callipo           | 22-25, 11-25, 19-25               |
| 23ª Giornata - 12 marzo 2023 PalaFrancescucci, Casnate con Bernate    | Libertas Brianza    | 3 - 0 | Tricolore         | 25-18, 25-16, 25-21               |
| 24ª Giornata - 19 marzo 2023 PalaBigi, Reggio nell'Emilia             | Tricolore           | 3 - 2 | Porto Robur Costa | 26-24, 25-27, 20-25, 25-22, 15-12 |
| 25ª Giornata - 27 marzo 2023 PalaBigi, Reggio nell'Emilia             | Tricolore           | 3 - 1 | Lupi Santa Croce  | 25-21, 35-37, 25-23, 25-17        |
| 26ª Giornata - 2 aprile 2023 PalaCastagnaretta, Cuneo                 | Cuneo               | 3 - 0 | Tricolore         | 27-25, 25-18, 26-24               |

## Statistiche

### Statistiche di squadra
| Competizione | Punti | In casa | In casa | In casa | In trasferta | In trasferta | In trasferta | Totale | Totale | Totale |
| Competizione | Punti | G       | V       | P       | G            | V            | P            | G      | V      | P      |
| ------------ | ----- | ------- | ------- | ------- | ------------ | ------------ | ------------ | ------ | ------ | ------ |
| Serie A2     | 28    | 13      | 7       | 6       | 13           | 2            | 11           | 26     | 9      | 17     |
| Totale       | -     | 13      | 7       | 6       | 13           | 2            | 11           | 26     | 9      | 17     |

G = partite giocate; V = partite vinte; P = partite perse 

### Statistiche dei giocatori
| Giocatore       | Serie A2 | Serie A2 | Serie A2 | Serie A2 | Serie A2 | Totale | Totale | Totale | Totale | Totale |
| Giocatore       | P        | PT       | AV       | MV       | BV       | P      | PT     | AV     | MV     | BV     |
| --------------- | -------- | -------- | -------- | -------- | -------- | ------ | ------ | ------ | ------ | ------ |
| N. Bucciarelli  | 5        | 8        | 5        | 3        | 0        | 5      | 8      | 5      | 3      | 0      |
| L. Caciagli     | 11       | 64       | 44       | 15       | 5        | 11     | 64     | 44     | 15     | 5      |
| D. Cantagalli   | 23       | 373      | 327      | 33       | 13       | 23     | 373    | 327    | 33     | 13     |
| M. Cantagalli   | 25       | 0        | 0        | 0        | 0        | 25     | 0      | 0      | 0      | 0      |
| A. Elia         | 16       | 58       | 26       | 29       | 3        | 16     | 58     | 26     | 29     | 3      |
| R. Mariano      | 26       | 289      | 246      | 21       | 22       | 26     | 289    | 246    | 21     | 22     |
| A. Maziarz      | 0        | 0        | 0        | 0        | 0        | 0      | 0      | 0      | 0      | 0      |
| M. Meschiari    | 14       | 28       | 26       | 0        | 2        | 14     | 28     | 26     | 0      | 2      |
| R. Mian         | 23       | 112      | 91       | 3        | 18       | 23     | 112    | 91     | 3      | 18     |
| L. Perotto      | 23       | 175      | 154      | 15       | 6        | 23     | 175    | 154    | 15     | 6      |
| F. Santambrogio | 25       | 21       | 11       | 3        | 7        | 25     | 21     | 11     | 3      | 7      |
| L. Sperotto     | 26       | 48       | 14       | 18       | 16       | 26     | 48     | 14     | 18     | 16     |
| A. Suraci       | 21       | 186      | 146      | 21       | 19       | 21     | 186    | 146    | 21     | 19     |
| E. Torchia      | 17       | 0        | 0        | 0        | 0        | 17     | 0      | 0      | 0      | 0      |
| N. Volpe        | 26       | 186      | 123      | 52       | 11       | 26     | 186    | 123    | 52     | 11     |

P = presenze; PT = punti totali; AV = attacchi vincenti; MV = muri vincenti; BV = battute vincenti